# 学校法人函嶺白百合学園
学校法人函嶺白百合学園（かんれいしらゆりがくえん、英称:Kanrei Shirayuri Gakuen）は、神奈川県足柄下郡箱根町強羅にある学校法人。姉妹法人である学校法人白百合学園と同じく、シャルトル聖パウロ修道女会を母体とする。その設置する学校（2校）はすべてカトリックのミッションスクール（女子校）で、いずれも箱根町強羅の同じ敷地内に所在する。
「函嶺」とはかつての「箱根」の別名で、今ではほとんど使用されることはないが、箱根駅伝のコースで通過していた「函嶺洞門」などにその名残りが見られる。
2001年に寄宿舎が再開された。

## 概要
太平洋戦争末期、財団法人白百合学園（現・学校法人白百合学園）の東京九段の学校（白百合高等女学校および附属初等科）は、戦禍を避けるために神奈川県足柄下郡箱根町強羅に戦時疎開学園を設けて教育活動を続けていたが、戦後の1949年に私立学校法が制定され学校法人制度ができたのを受けて、1951年に学校法人函嶺白百合学園が設立された。このような歴史的経緯もあって、学校法人白百合学園とはシャルトル聖パウロ修道女会を母体とすることでは共通であり、両法人は精神的にも学校運営的にも関係が極めて強い。
1975年から同小学校では男児募集がされなくなり、1981年には同幼稚園が廃止されたので、その後は完全に女子のみの学園となった。

## 歴史・沿革
設置校の戦時疎開から終戦後までの経緯については、函嶺白百合学園中学校・高等学校を参照。
- 1949年 - 戦後の学制改革（1947年）により、新制の函嶺白百合学園幼稚園、函嶺白百合学園小学校、函嶺白百合学園中学校・高等学校が発足。
- 同年12月15日 - 私立学校法が公布され（翌年3月15日施行）、学校法人制度ができた。
- 1951年 - すでに存在している函嶺白百合学園幼稚園、函嶺白百合学園小学校、函嶺白百合学園中学校・高等学校を設置校として、学校法人函嶺白百合学園設立。
- 1981年 - 函嶺白百合学園幼稚園を廃止。

## 所在地
〒250-0408 神奈川県足柄下郡箱根町強羅1320

## アクセス
箱根登山電車・箱根登山ケーブルカー 強羅駅下車 徒歩3分 

## 設置する学校
- 函嶺白百合学園小学校
- 函嶺白百合学園中学校・高等学校

## 姉妹法人
- 学校法人白百合学園
- 学校法人湘南白百合学園